# Isengard
(J. R. R. Tolkien, Il Signore degli Anelli, Le due torri, libro terzo, capitolo VIII, "La via che porta ad Isengard")
Isengard è una fortezza di Arda, l'universo immaginario fantasy creato dallo scrittore inglese J. R. R. Tolkien. È un'antica fortezza númenoreana, situata all'estremità meridionale delle Montagne Nebbiose al confine nord-occidentale della regione di Gondor. Il fiume Isen passa vicino al complesso fortificato e ne costituisce un limite naturale.
Il complesso di Isengard è costituito da mura di pietra di forma circolare (chiamata il Cerchio di Isengard) e da un'alta torre centrale chiamata Orthanc.
Uno dei sette palantír, che Elendil e i suoi figli portarono con loro nella Terra di Mezzo, dopo la caduta di Númenor, fu conservato a Orthanc. La fortezza diviene, nell'anno 2759 della Terza Era, dimora di Saruman il Bianco, uno degli Istari.

## Storia
Il complesso di Isengard viene edificato dai Númenoreani in esilio, nella Seconda Era, attorno all'antica torre di Orthanc. Posta al confine nord-occidentale del Regno di Gondor, assieme alla fortezza di Aglarond, Isengard era deputata nella Terza Era al controllo dei guadi dell'Isen, come difesa estrema contro le incursioni provenienti da Est. Nel 2150, infatti, una tribù di Esterling, i Balchoth, aveva invaso le terre di Rohan da oriente.
Il fiume Isen nasce a Methedras, il monte che si trova alle spalle di Isengard e che costituisce una difesa naturale verso nord. Sugli altri tre lati la torre è protetta dalla difesa perimetrale muraria vera e propria conosciuta come "Il Cerchio di Isengard". Il muro di pietra è interrotto, a nord-est, da una saracinesca attraverso cui scorre l'Isen, ed a sud dai cancelli di Isengard, posti su entrambe le sponde del fiume.
Isengard era un verde e piacevole luogo, con molti e grandi alberi e campi d'erba, nutriti dall'Isen. Orthanc stava nell'esatto centro.
Il Calenardhon fu sempre una regione poco popolata e non si riprese mai dalla Peste Nera che la flagellò nel 1636 T.E. Nei secoli successivi la popolazione decrebbe costantemente a causa dell'emigrazione verso le più fertili terre dell'Ithilien e delle sponde dell'Anduin. Le roccaforti locali furono lasciate nelle mani di capi locali ereditari, di sangue perlopiù misto. Questo fu anche il destino di Isengard; tuttavia Orthanc venne chiusa e le sue chiavi furono portate a Minas Tirith.
Quando il Calenardhon venne offerto a Eorl il Giovane da parte del Sovrintendente Cirion, prendendo il nome di Rohan, Isengard rimase a Gondor, unica fortezza da questi conservata a nord degli Ered Nimrais, sebbene ormai quasi dimenticata.
L'attenzione dei Sovrintendenti era infatti rivolta costantemente a oriente, da dove provenivano i pericoli maggiori per il reame. Con il passare degli anni la popolazione di Isengard si intrecciò con quella del Dunland e i suoi legami con Gondor si affievolirono. Quando i Dunlandiani ripresero a razziare il territorio di Rohan, ai tempi in cui su questi regnava Déor, Isengard manifestò un certo grado di complicità con gli invasori; infine, nel 2710 T.E., i Dunlandiani occuparono la fortezza, massacrando coloro che si opposero al loro dominio diretto.
Negli anni successivi né Rohan né Gondor ebbero la forza di riconquistare la fortezza. Nel 2758 T.E. i Dunlandiani, alleati con gli Esterling, invasero Rohan. Non potendo contare sull'aiuto di Gondor, impegnato a fronteggiare un'aggressione dei Corsari di Umbar, il paese capitolò: i Rohirrim superstiti (compreso il loro sovrano, Helm Mandimartello) trovarono rifugio nelle fortificazioni montane, mentre il Lungo Inverno flagellava sia difensori che attaccanti. Infine Fréalaf, nipote di Helm, uccise Wulf, il comandante degli aggressori e Gondor riuscì a inviare dei rinforzi: i Dunlandiani furono cacciati dal paese e Fréalaf prese Isengard per fame.

Lo scudo con la mano bianca, simbolo di Saruman, Signore di Isengard

Prima della fine del 2759 T.E. Saruman si offrì di assumere il comando di Isengard, ristrutturandola e reintegrandola nel sistema di difesa occidentale di Rohan e Gondor. Data la fiducia di cui godeva presso Beren, Sovrintendente di Gondor, la sua richiesta venne accolta e gli furono consegnate le chiavi di Orthanc. Da allora la valle d'Isengard prese il nome di Nan Curunír, ossia "Valle dello Stregone", in quanto Curunír è il nome in lingua sindarin dato a Saruman dagli Elfi.
Durante la Guerra dell'Anello, Isengard divenne la base delle operazioni di Saruman contro i Rohirrim, ed egli insozzò la vallata, abbattendo gli alberi (e, nella versione cinematografica, costruendo una diga che bloccava l'Isen). La valle di Isengard venne deturpata con delle profonde cavità, usate per generare gli Uruk-hai e forgiare armi. Isengard divenne la dimora di innumerevoli Orchi e Uruk-hai, con i quali Saruman tentò di conquistare Rohan. Infine un'armata di Ent e Ucorni guidata da Barbalbero di Fangorn attaccò Isengard, prendendo la vallata, sebbene non potessero prendere Orthanc. Dopo aver preso la vallata, gli hobbit Meriadoc Brandibuck e Peregrino Tuc vennero nominati i "guardiani della porta" e ricevettero la visita del re Théoden di Rohan, di Aragorn e di Gandalf davanti ai cancelli, venuti per rendere conto a Saruman del male fatto. Saruman venne affrontato, ma rifiutò il perdono offertogli da Gandalf, restando con il suo servo Grima Vermilinguo sotto la custodia di Barbalbero. Saruman fuggì da Isengard dopo la sconfitta di Sauron, sfruttando la pietà di Barbalbero. Durante la Quarta Era Isengard venne restaurata, e Barbalbero ripiantò molti alberi. Gli Ent distrussero il cerchio di mura, e nominarono la nuova foresta “Treegarth di Orthanc”. Sempre durante la Quarta Era, Orthanc divenne nuovamente una torre del Regno Riunito di Arnor e Gondor sotto il dominio del re Aragorn Elessar.

## Orthanc
(Il Signore degli Anelli, Le due torri, libro terzo, capitolo VIII, "La via che porta ad Isengard")
(Gandalf, Il Signore degli anelli, La Compagnia dell'Anello, libro secondo, capitolo II)
Il Pinnacolo di Orthanc è la Torre Nera di Isengard. Tolkien specifica che il nome è sia Sindarin "Monte Zanna", sia Rohirric "Mente Astuta".
Orthanc venne costruita alla fine della Seconda Era dai Númenóreani di Gondor a partire da un unico pezzo di roccia con un processo sconosciuto e poi rinforzata.
Nessuna arma conosciuta è in grado di danneggiarla. Orthanc si eleva per circa 152 metri sul cerchio di Agrenost, che gli uomini chiamano piana di Isengard, e alla sommità consta di quattro picchi aguzzi. L'unico ingresso si trova alla fine di una scalinata ed è sovrastato da una piccola finestra.
Orthanc conteneva uno dei palantíri del Regno del Sud ed era protetta da un guardiano finché Isengard non venne abbandonata da Gondor. La Torre allora venne chiusa.
Beren diede Isengard e anche le chiavi di Orthanc allo stregone Curunír detto dagli Uomini Saruman. Saruman ne fece la sua base operativa durante la ricerca dell'Unico Anello e l'attacco a Rohan durante la Guerra dell'Anello.
Per quanto riguarda i guardiani di Orthanc, dopo che Saruman vi si stabilì è presumibile che fosse coadiuvato da uomini e orchetti nella protezione della fortezza. Nel romanzo viene fornita una rapidissima descrizione di uno di questi uomini; carnagione giallognola, statura relativamente bassa rispetto agli standard degli uomini, occhi obliqui e taglio oculare allungato.